# Rhinella cerradensis
Rhinella cerradensis е вид жаба от семейство Крастави жаби (Bufonidae).

## Разпространение
Видът е разпространен в Бразилия (Баия, Гояс, Мато Гросо до Сул, Минас Жерайс и Пиауи).